# Metepeira pimungan
Espèce
Metepeira pimungan est une espèce d'araignées aranéomorphes de la famille des Araneidae.

## Distribution
Cette espèce est endémique de Californie aux États-Unis,. Elle se rencontre sur l'île San Miguel.  

## Description
Les mâles mesurent de 4,6 à 6,4 mm et les femelles de 6,9 à 8,5 mm.

## Étymologie
Son nom d'espèce lui a été donné en référence aux indiens Pimungans.

## Publication originale
- Piel, 2001 : The systematics of Neotropical orb-weaving spiders in the genus Metepeira (Araneae: Araneidae). Bulletin of the Museum of Comparative Zoology, vol. 157, p. 1-92 (texte intégral).